# Nazionale maschile di football americano della Bielorussia
La nazionale di football americano della Bielorussia è la selezione maggiore maschile di football americano della Federazione Bielorussa di Football Americano, che rappresenta la Bielorussia nelle varie competizioni ufficiali o amichevoli riservate a squadre nazionali.

## Risultati
Legenda: Grassetto: Risultato migliore, Corsivo: Mancate partecipazioni

## Dettaglio stagioni

### Amichevoli
| Stagione | Vin | Par | Per | Tot | PF | PS | avversaria |
| -------- | --- | --- | --- | --- | -- | -- | ---------- |
| 2017     | 0   | 0   | 1   | 1   | 0  | 33 | Ucraina    |
| Totale   | 0   | 0   | 1   | 1   | 0  | 33 |            |

Fonte: idrottonline.se

### Tornei

#### Europei

##### Europeo C

###### Qualificazioni
| Stagione | regular season | regular season | regular season | regular season | regular season | regular season | playoff | playoff | playoff | playoff | playoff | playoff         | playoff    |
|          | Vin            | Par            | Per            | Tot            | PF             | PS             | Vin     | Per     | Tot     | PF      | PS      | risultato       | avversaria |
| -------- | -------------- | -------------- | -------------- | -------------- | -------------- | -------------- | ------- | ------- | ------- | ------- | ------- | --------------- | ---------- |
| 2012     | -              | -              | -              | -              | -              | -              | 0       | 1       | 1       | 0       | 46      | Non qualificata | Russia     |
| Totale   | -              | -              | -              | -              | -              | -              | 0       | 1       | 1       | 0       | 46      |                 |            |

Fonte: americanfootballitalia.com

### Riepilogo partite disputate
| Anno            | Luogo  | Evento     | Fase del torneo | Incontro              | Risultato |
| 4 agosto 2012   | Mosca  | Europeo C  | Qualificazioni  | Russia - Bielorussia  | 46 - 0    |
| 14 ottobre 2017 | Irpin' | Amichevole |                 | Ucraina - Bielorussia | 33 - 0    |

## Confronti con le altre Nazionali
Questi sono i saldi della Bielorussia nei confronti delle Nazionali incontrate.

### Saldo negativo
| Nazionale | Giocate | Vinte | Pareggiate | Perse | PF | PS | Ultima vittoria | Ultimo pari | Ultima sconfitta |
| --------- | ------- | ----- | ---------- | ----- | -- | -- | --------------- | ----------- | ---------------- |
| Ucraina   | 1       | 0     | 0          | 1     | 0  | 33 | -               | -           | 2017             |
| Russia    | 1       | 0     | 0          | 1     | 0  | 46 | -               | -           | 2012             |